# Gerhard Wanner (Mathematiker)

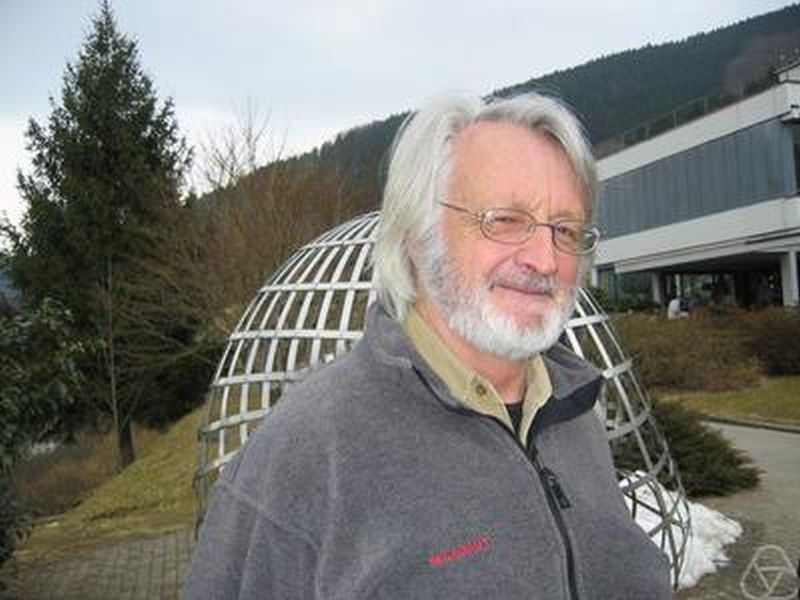
Gerhard Wanner, Oberwolfach 2006

Gerhard Wanner (* 1942 in Innsbruck) ist ein österreichischer Mathematiker.
Wanner wuchs in Seefeld in Tirol auf und studierte Mathematik an der Universität Innsbruck, an der er 1965 bei Wolfgang Gröbner promoviert wurde (Ein Beitrag zur numerischen Behandlung von Randwertproblemen gewöhnlicher Differentialgleichungen). Er lehrte in Innsbruck und ab 1973 an der Universität Genf.
Wanner befasst sich mit Numerik von gewöhnlichen Differentialgleichungen (worüber er mit Ernst Hairer eine zweibändige Monographie schrieb) und ist Verfasser eines Analysislehrbuchs (und eines Geometrielehrbuchs), das die historisch-genetische Methode verwendet. 2015 erhielt er den George-Pólya-Preis für Mathematical Exposition.
Er war Präsident der Schweizerischen Mathematischen Gesellschaft.

## Schriften (Auswahl)
- Mit Ernst Hairer: Analysis in der historischen Entwicklung. Springer, Berlin/Heidelberg 2011, ISBN 978-3-642-13766-2 (davor in Englisch als: Analysis by Its History. Springer, Berlin/Heidelberg 2008).
- Mit Alexander Ostermann: Geometry by Its History. Springer, Berlin/Heidelberg 2012, ISBN 978-3-642-29162-3.
- Mit Ernst Hairer, Christian Lubich: Geometric Numerical Integration: Structure-Preserving Algorithms for Ordinary Differential Equations. 2. Auflage. Springer, Berlin/Heidelberg 2010, ISBN 978-3-642-05157-9.
- Mit Ernst Hairer, Syvert Paul Nørsett: Solving Ordinary Differential Equations I. 3., korrigierter Nachdruck. Springer, Berlin/Heidelberg 2009, ISBN 978-3-642-05163-0.
- Mit Ernst Hairer: Solving Ordinary Differential Equations II. 2. Auflage. Springer, Berlin/Heidelberg 1996, ISBN 978-3-642-05220-0.
- Integration gewöhnlicher Differentialgleichungen: Lie-Reihen (mit Programmen), Runge-Kutta-Methoden. BI-Hochschultaschenbücher. Bibliographisches Institut, Mannheim/Zürich 1969.